# Coelorinchus charius
Coelorinchus charius är en fiskart som beskrevs av Akitoshi Iwamoto och Williams, 1999. Coelorinchus charius ingår i släktet Coelorinchus och familjen skolästfiskar. Inga underarter finns listade i Catalogue of Life.